# 실버 슬러거 상
실버 슬러거 상(Silver Slugger Award)은 미국 메이저 리그에서 매년 각 포지션에서 최고의 공격력을 보여준 선수에게 수여되는 상이다. 골드 글러브가 수비력만을 평가하여 시상한다면 실버 슬러거 상은 공격력만을 평가하여 시상한다. 메이저 리그가 아메리칸 리그와 내셔널 리그로 분류되어 있기 때문에 시상식도 마찬가지로 양대 리그로 나뉘어서 실시된다. 아메리칸 리그의 지명타자 제도가 없는 내셔널 리그의 경우에는 투수가 타격도 해야 하므로 투수 부문에도 상이 주어진다. 그리고 2022년 시즌부터 내셔널 리그 또한 지명타자 제도를 도입하게 되면서 투수 부문을 사라지게 되었고, 유틸리티 부문이 신설되었다.
메이저 리그의 감독과 코치가 투표권자이며, 각 투표권자가 자기 팀 선수를 제외한 대상 선수에 대한 전반적인 공격력을 평가하면서 타율, 장타율, 출루율 등 각종 공격 지표를 참고하여 투표한다.

### 아메리칸 리그
| 연도 | 1루수                                 | 2루수                         | 3루수                        | 유격수                          | 외야수                          | 외야수                           | 외야수                           | 외야수 | 포수                                                    | 지명타자                             | 유틸리티                 |
| ---- | ------------------------------------- | ----------------------------- | ---------------------------- | ------------------------------- | ------------------------------- | -------------------------------- | -------------------------------- | ------ | ------------------------------------------------------- | ------------------------------------ | ------------------------ |
| 1980 | 세실 쿠퍼 (브루어스)                  | 울리에 랜돌프 (양키스)        | 조지 브렛 (로얄스)           | 로빈 욘트 (브루어스)            | 밴 오글리비에 (브루어스)        | 알 올리버 (레인저스)             | 윌리에 윌슨 (로열스)             |        | 랜스 파리쉬 (타이거스)                                  | 레지 잭슨 (양키스)                   |                          |
| 1981 | 세실 쿠퍼 (브루어스)                  | 바비 그리치 (에인절스)        | 카니 랜스포드 (레드 삭스)    | 릭 벌레슨 (에인절스)            | 리키 핸더슨 (애슬레틱스)        | 데이브 윈필드 (양키스)           | 드와이트 에반스 (레드 삭스)      |        | 칼튼 피스크 (화이트 삭스)                               | 알 올리버 (레인저스)                 |                          |
| 1982 | 세실 쿠퍼 (브루어스)                  | 다마소 가르시아 (블루 제이스) | 더그 데신스 (에인절스)       | 로빈 욘트 (브루어스)            | 윌리 윌슨 (로열스)              | 레지 잭슨 (에인절스)             | 데이브 윈필드 (양키스)           |        | 랜스 파리쉬 (타이거스)                                  | 할 맥레이 (로열스)                   |                          |
| 1983 | 에디 머레이 (오리올스)                | 루 휘태커 (타이거스)          | 웨이드 보그스 (레드 삭스)    | 칼 립켄 주니어 (오리올스)       | 로이드 모세비 (블루 제이스)     | 데이브 윈필드 (양키스)           | 짐 라이스 (레드 삭스)            |        | 랜스 파리쉬 (타이거스)                                  | 돈 베일러 (양키스)                   |                          |
| 1984 | 에디 머레이 (오리올스)                | 루 휘태커 (타이거스)          | 버디 벨 (레인저스)           | 칼 립켄 주니어 (오리올스)       | 토니 아마스 (레드 삭스)         | 데이브 윈필드 (양키스)           | 짐 라이스 (레드 삭스)            |        | 랜스 파리쉬 (타이거스)                                  | 안드레 손튼 (인디언스)               |                          |
| 1985 | 돈 매팅리 (양키스)                    | 루 휘태커 (타이거스)          | 조지 브렛 (로열스)           | 칼 립켄 주니어 (오리올스)       | 리키 헨더슨 (양키스)            | 데이브 윈필드 (양키스)           | 조지 벨 (블루 제이스)            |        | 칼튼 피스크 (화이트 삭스)                               | 돈 베일러 (양키스)                   |                          |
| 1986 | 돈 매팅리 (양키스)                    | 프랭크 화이트 (로열스)        | 웨이드 보그스 (레드 삭스)    | 칼 립켄 주니어 (오리올스)       | 커비 퍼켓 (트윈스)              | 조지 벨 (블루 제이스)            | 제시 바필드 (블루 제이스)        |        | 랜스 파리쉬 (타이거스)                                  | 돈 베일러 (레드 삭스)                |                          |
| 1987 | 돈 매팅리 (양키스)                    | 루 휘태커 (타이거스)          | 웨이드 보그스 (레드 삭스)    | 앨런 트라멜 (타이거스)          | 커비 퍼켓 (트윈스)              | 드와이트 에반스 (레드 삭스)      | 조지 벨 (블루 제이스)            |        | 맷 노크스 (타이거스)                                    | 폴 몰리터 (브루어스)                 |                          |
| 1988 | 조지 브렛 (로열스)                    | 훌리오 프랑코 (인디언스)      | 웨이드 보그스 (레드 삭스)    | 앨런 트라멜 (타이거스)          | 마이크 그린웰 (레드 삭스)       | 호세 칸시코 (애슬레틱스)         | 커비 퍼켓 (트윈스)               |        | 칼튼 피스크 (화이트 삭스)                               | 폴 몰리터 (브루어스)                 |                          |
| 1989 | 프레드 맥그리프 (블루 제이스)         | 훌리오 프랑코 (레인저스)      | 웨이드 보그스 (레드 삭스)    | 칼 립켄 주니어 (오리올스)       | 로빈 욘트 (브루어스)            | 커비 퍼켓 (트윈스)               | 루벤 시에라 (레인저스)           |        | 미키 페틀톤 (오리올스)                                  | 해롤드 베인스 (화이트 삭스/레인저스) |                          |
| 1990 | 세실 필더 (타이거스)                  | 훌리오 프랑코 (레인저스)      | 켈리 그루버 (블루 제이스)    | 앨런 트라멜 (타이거스)          | 호세 칸시코 (애슬레틱스)        | 리키 헨더슨 (애슬레틱스)         | 엘리스 벅스 (레드 삭스)          |        | 랜스 파리쉬 (에인절스)                                  | 데이브 파커 (브루어스)               |                          |
| 1991 | 세실 필더 (타이거스)                  | 훌리오 프랑코 (레인저스)      | 웨이드 보그스 (레드 삭스)    | 칼 립켄 주니어 (오리올스)       | 조 카터 (블루 제이스)           | 호세 칸시코 (애슬레틱스)         | 켄 그리피 주니어 (매리너스)      |        | 미키 테틀톤 (타이거스)                                  | 프랭크 토마스 (화이트 삭스)          |                          |
| 1992 | 마크 맥과이어 (애슬레틱스)            | 로베르토 알로마 (블루 제이스) | 에드가 마르티네스 (매리너스) | 트래비스 프라이맨 (타이거스)    | 조 카터 (블루 제이스)           | 커비 퍼켓 (트윈스)               | 후안 곤잘레스 (레인저스)         |        | 미키 테틀톤 (타이거스)                                  | 데이브 윈필드 (블루 제이스)          |                          |
| 1993 | 프랭크 토마스 (화이트 삭스)           | 카를로스 바에르가 (인디언스)  | 웨이드 보그스 (양키스)       | 칼 립켄 주니어 (오리올스)       | 켄 그리피 주니어 (매리너스)     | 알버트 벨 (인디언스)             | 후안 곤잘레스 (레인저스)         |        | 마이크 스탠리 (양키스)                                  | 폴 몰리터 (블루 제이스)              |                          |
| 1994 | 프랭크 토마스 (화이트 삭스)           | 카를로스 바에르가 (인디언스)  | 웨이드 보그스 (양키스)       | 칼 립켄 주니어 (오리올스)       | 커비 퍼켓 (트윈스)              | 켄 그리피 주니어 (매리너스)      | 알버트 벨 (인디언스)             |        | 이반 로드리게스 (레인저스)                              | 훌리오 프랑코 (화이트 삭스)          |                          |
| 1995 | 모 본 (레드 삭스)                     | 척 노블락 (트윈스)            | 게리 가이에티 (로열스)       | 존 발렌틴 (레드 삭스)           | 팀 새먼 (에인절스)              | 매니 라미레스 (인디언스)         | 알버트 벨 (인디언스)             |        | 이반 로드리게스 (레인저스)                              | 에드가 마르티네스 (매리너스)         |                          |
| 1996 | 마크 맥과이어 (애슬레틱스)            | 로베르토 알로마 (오리올스)    | 짐 토미 (인디언스)           | 알렉스 로드리게스 (매리너스)    | 켄 그리피 주니어 (매리너스)     | 알버트 벨 (인디언스)             | 후안 곤살레스 (레인저스)         |        | 이반 로드리게스 (레인저스)                              | 폴 몰리터 (트윈스)                   |                          |
| 1997 | 티노 마르티네스 (양키스)              | 척 노블락 (트윈스)            | 맷 윌리엄스 (인디언스)       | 노마 가르시라파라 (레드 삭스)   | 데이비드 저스티스 (인디언스)    | 켄 그리피 주니어 (매리너스)      | 후안 곤살레스 (레인저스)         |        | 이반 로드리게스 (레인저스)                              | 에드가 마르티네스 (매리너스)         |                          |
| 1998 | 라파엘 팔메이로 (오리올스)            | 대미안 이슬리 (타이거스)      | 딘 파머 (로열스)             | 알렉스 로드리게스 (매리너스)    | 켄 그리피 주니어 (매리너스)     | 알버트 벨 (화이트 삭스)          | 후안 곤살레스 (레인저스)         |        | 이반 로드리게스 (레인저스)                              | 호세 칸세코 (블루 제이스)            |                          |
| 1999 | 카를로스 델가도 (블루 제이스)         | 로베르토 알로마 (인디언스)    | 딘 파머 (타이거스)           | 알렉스 로드리게스 (매리너스)    | 매니 라미레스 (인디언스)        | 켄 그리피 주니어 (매리너스)      | 숀 그린 (블루 제이스)            |        | 이반 로드리게스 (레인저스)                              | 라파엘 팔메이로 (레인저스)           |                          |
| 2000 | 카를로스 델가도 (블루 제이스)         | 로베르토 알로마 (인디언스)    | 트로이 글라우스 (에인절스)   | 알렉스 로드리게스 (매리너스)    | 매글리오 오도네스 (화이트 삭스) | 매니 라미레스 (인디언스)         | 다린 얼스테드 (에인절스)         |        | 호르헤 포사다 (양키스)                                  | 프랭크 토마스 (화이트 삭스)          |                          |
| 2001 | 제이슨 지암비 (애슬레틱스)            | 브렛 분 (매리너스)            | 트로이 글라우스 (에인절스)   | 알렉스 로드리게스 (레인저스)    | 스즈키 이치로 (매리너스)        | 매니 라미레스 (레드 삭스)        | 후안 곤살레스 (인디언스)         |        | 호르헤 포사다 (양키스)                                  | 에드가 마르티네스 (매리너스)         |                          |
| 2002 | 제이슨 지암비 (양키스)                | 알폰소 소리아노 (양키스)      | 에릭 차베스 (애슬레틱스)     | 알렉스 로드리게스 (레인저스)    | 매글리오 오도네스 (화이트 삭스) | 버니 윌리엄스 (양키스)           | 가렛 앤더슨 (에인절스)           |        | 호르헤 포사다 (양키스)                                  | 매니 라미레스 (레드 삭스)            |                          |
| 2003 | 카를로스 델가도 (블루 제이스)         | 브렛 분 (매리너스)            | 빌 뮬러 (레드 삭스)          | 알렉스 로드리게스 (레인저스)    | 버논 웰스 (블루 제이스)         | 매니 라미레스 (레드 삭스)        | 가렛 앤더슨 (에인절스)           |        | 호르헤 포사다 (양키스)                                  | 에드가 마르티네스 (매리너스)         |                          |
| 2004 | 마크 테세이라 (레인저스)              | 알폰소 소리아노 (레인저스)    | 멜빈 모라 (오리올스)         | 미겔 테하다 (오리올스)          | 블라디미르 게레로 (에인절스)    | 게리 셰필드 (양키스)             | 매니 라미레스 (레드 삭스)        |        | 빅토르 마르티네스 (인디언스) 이반 로드리게스 (타이거스) | 데이비드 오티스 (레드 삭스)          |                          |
| 2005 | 마크 테세이라 (레인저스)              | 알폰소 소리아노 (레인저스)    | 알렉스 로드리게스 (양키스)   | 알렉스 로드리게스 (레인저스)    | 버논 웰스 (블루 제이스)         | 매니 라미레스 (레드 삭스)        | 가렛 앤더슨 (에인절스)           |        | 제이슨 배리텍 (레드 삭스)                               | 에드가 마르티네스 (매리너스)         |                          |
| 2006 | 저스틴 모노 (트윈스)                  | 로빈슨 카노 (양키스)          | 조 크리디 (화이트 삭스)      | 데릭 지터 (양키스)              | 블라디미르 게레로 (에인절스)    | 저메인 다이 (화이트 삭스)        | 매니 라미레스 (레드 삭스)        |        | 조 마우어 (트윈스)                                      | 데이비드 오티스 (레드 삭스)          |                          |
| 2007 | 카를로스 페냐 (데빌 레이스)           | 플라시도 폴랑코 (타이거스)    | 알렉스 로드리게스 (양키스)   | 데릭 지터 (양키스)              | 블라디미르 게레로 (에인절스)    | 스즈키 이치로 (매리너스)         | 매글리오 오도네스 (타이거스)     |        | 호르헤 포사다 (양키스)                                  | 데이비드 오티스 (레드 삭스)          |                          |
| 2008 | 저스틴 모노 (트윈스)                  | 더스틴 페드로이아 (레드 삭스) | 알렉스 로드리게스 (양키스)   | 데릭 지터 (양키스)              | 조시 해밀턴 (레인저스)          | 카를로스 쿠엔틴 (화이트 삭스)    | 그래디 사이즈모어 (인디언스)     |        | 조 마우어 (트윈스)                                      | 아우브레이 허프 (오리올스)           |                          |
| 2009 | 마크 테세이라 (양키스)                | 에런 힐 (블루 제이스)         | 에번 롱고리아 (레이스)       | 데릭 지터 (양키스)              | 토리 헌터 (에인절스)            | 스즈키 이치로 (매리너스)         | 제이슨 베이 (레드 삭스)          |        | 조 마우어 (트윈스)                                      | 애덤 린드 (블루 제이스)              |                          |
| 2010 | 미겔 카브레라 (타이거스)              | 로빈슨 카노 (양키스)          | 애드리안 벨트레 (레드 삭스)  | 알렉세이 라미레스 (화이트 삭스) | 조시 해밀턴 (레인저스)          | 칼 크로퍼드 (레이스)             | 호세 바티스타 (블루 제이스)      |        | 조 마우어 (트윈스)                                      | 블라디미르 게레로 (레인저스)         |                          |
| 2011 | 아드리안 곤살레스 (레드 삭스)         | 로빈슨 카노 (양키스)          | 애드리안 벨트레 (레인저스)   | 아스드루발 카브레라 (인디언스)  | 저코비 엘스버리 (레드 삭스)     | 커티스 그랜더슨 (양키스)         | 호세 바티스타 (블루 제이스)      |        | 알렉스 아빌라 (타이거스)                                | 데이비드 오티스 (레드 삭스)          |                          |
| 2012 | 프린스 필더 (타이거스)                | 로빈슨 카노 (양키스)          | 미겔 카브레라 (타이거스)     | 데릭 지터 (양키스)              | 조시 해밀턴 (레인저스)          | 마이크 트라웃 (에인절스)         | 조시 윌링햄 (트윈스)             |        | A.J. 피어진스키 (화이트 삭스)                           | 빌리 버틀러 (로열스)                 |                          |
| 2013 | 크리스 데이비스 (오리올스)            | 로빈슨 카노 (양키스)          | 미겔 카브레라 (타이거스)     | J.J. 하디 (오리올스)            | 토리 헌터 (타이거스)            | 애덤 존스 (오리올스)             | 마이크 트라웃 (에인절스)         |        | 조 마우어 (트윈스)                                      | 데이비드 오티스 (레드 삭스)          |                          |
| 2014 | 호세 아브레유 (화이트 삭스)           | 호세 알투베 (애스트로스)      | 애드리안 벨트레 (레인저스)   | 알렉세이 라미레스 (화이트 삭스) | 마이클 브랜틀리 (인디언스)      | 마이크 트라웃 (에인절스)         | 호세 바티스타 (블루 제이스)      |        | 얀 곰스 (인디언스)                                      | 빅토르 마르티네스 (타이거스)         |                          |
| 2015 | 미겔 카브레라 (타이거스)              | 호세 알투베 (애스트로스)      | 조시 도날드슨 (블루 제이스)  | 잰더 보가츠 (레드 삭스)         | J.D. 마르티네스 (타이거스)      | 넬손 크루스 (매리너스)           | 마이크 트라웃 (에인절스)         |        | 브라이언 맥캔 (양키스)                                  | 켄드리스 모랄레스 (로열스)           |                          |
| 2016 | 미겔 카브레라 (타이거스)              | 호세 알투베 (애스트로스)      | 조시 도날드슨 (블루 제이스)  | 잰더 보가츠 (레드 삭스)         | 마크 트럼보 (오리올스)          | 마이크 트라웃 (에인절스)         | 무키 베츠 (에인절스)             |        | 살바도르 페레스 (로열스)                                | 데이비드 오티스 (레드 삭스)          |                          |
| 2017 | 에릭 호스머 (로열스)                  | 호세 알투베 (애스트로스)      | 호세 라미레스 (인디언스)     | 프란시스코 린도어 (인디언스)    | 저스틴 업튼 (타이거스/에인절스) | 조지 스프링어 (애스트로스)       | 에런 저지 (양키스)               |        | 게리 산체스 (양키스)                                    | 넬손 크루스 (매리너스)               |                          |
| 2018 | 호세 아브레유 (화이트 삭스)           | 호세 알투베 (애스트로스)      | 호세 라미레스 (인디언스)     | 프란시스코 린도어 (인디언스)    | J.D. 마르티네스 (레드 삭스)     | 마이크 트라웃 (에인절스)         | 무키 베츠 (레드 삭스)            |        | 살바도르 페레스 (로열스)                                | J.D. 마르티네스 (레드 삭스)          |                          |
| 2019 | 카를로스 산타나 (인디언스)            | DJ 르메이휴 (양키스)          | 알렉스 브레그먼 (애스트로스) | 잰더 보가츠 (레드 삭스)         | 조지 스프링어 (애스트로스)      | 마이크 트라웃 (에인절스)         | 무키 베츠 (레드 삭스)            |        | 미치 가버 (트윈스)                                      | 넬손 크루스 (트윈스)                 |                          |
| 2020 | 호세 아브레유 (화이트삭스)            | DJ 르메이휴 (양키스)          | 호세 라미레스 (인디언스)     | 팀 앤더슨 (화이트삭스)          | 엘로이 히메네스 (화이트삭스)    | 테오스카 에르난데스 (블루제이스) | 마이크 트라웃 (에인절스)         |        | 살바도르 페레스 (로열스)                                | 넬손 크루스 (트윈스)                 |                          |
| 2021 | 블라디미르 게레로 주니어 (블루제이스) | 마커스 세미엔 (블루제이스)    | 라파엘 데버스 (레드 삭스)    | 잰더 보가츠 (레드 삭스)         | 세드릭 멀린스 (오리올스)        | 에런 저지 (양키스)               | 테오스카 에르난데스 (블루제이스) |        | 살바도르 페레스 (블루제이스)                            | 오타니 쇼헤이 (에인절스)             |                          |
| 2022 | 나다니엘 로우 (레인저스)              | 호세 알투베 (애스트로스)      | 호세 라미레스 (인디언스)     | 잰더 보가츠 (레드 삭스)         | 에런 저지 (양키스)              | 마이크 트라웃 (에인절스)         | 훌리오 로드리게스 (매리너스)     |        | 알레한드로 커크 (블루제이스)                            | 요르단 알바레스 (애스트로스)         | 루이스 아라에즈 (트윈스) |
| 2023 | 얀디 디아즈 (레이스)                  | 마커스 세미엔 (레인저스)      | 라파엘 데버스 (레드 삭스)    | 코리 시거 (레인저스)            | 루이스 로버트 (화이트 삭스)     | 훌리오 로드리게스 (매리너스)     | 카일 터커 (애스트로스)           |        | 애들리 러치맨 (오리올스)                                | 오타니 쇼헤이 (에인절스)             | 군나르 헨더슨 (오리올스) |

- 2018년 J. D. 마르티네스의 경우 역대 최초로 2개 포지션에서 실버 슬러거 상 수상
- 2022년 시즌부터 유틸리티 플레이어 부문 신설

### 내셔널 리그
| 연도 | 1루수                                 | 2루수                        | 3루수                       | 유격수                            | 외야수                            | 외야수                            | 외야수                           | 외야수 | 포수                               | 투수                           | 지명타자                    | 유틸리티                      |
| ---- | ------------------------------------- | ---------------------------- | --------------------------- | --------------------------------- | --------------------------------- | --------------------------------- | -------------------------------- | ------ | ---------------------------------- | ------------------------------ | --------------------------- | ----------------------------- |
| 1980 | 키스 에르난데스 (카디널스)            | 매니 트릴로 (필리스)         | 마이크 슈미트 (필리스)      | 게리 템플레톤 (카디널스)          | 안드레 도슨 (엑스포스)            | 조지 헨드릭 (카디널스)            | 더스티 베이커 (다저스)           |        | 테드 시몬스 (카디널스)             | 밥 포쉬 (카디널스)             |                             |                               |
| 1981 | 피트 로즈 (필리스)                    | 매니 트릴로 (필리스)         | 마이크 슈미트 (필리스)      | 데이브 콘셉시온 (레즈)            | 안드레 도슨 (엑스포스)            | 조지 포스터 (레즈)                | 더스티 베이커 (다저스)           |        | 게리 카터 (엑스포스)               | 페르난도 발레수엘라 (다저스)   |                             |                               |
| 1982 | 알 올리버 (엑스포스)                  | 조 모건 (자이언츠)           | 마이크 슈미트 (필리스)      | 데이브 콘셉시온 (레즈)            | 레온 더햄 (컵스)                  | 페드로 게레로 (다저스)            | 데일 머피 (브레이브스)           |        | 게리 카터 (엑스포스)               | 돈 로빈슨 (파이리츠)           |                             |                               |
| 1983 | 조지 헨드릭 (카디널스)                | 조니 레이 (파이리츠)         | 마이크 슈미트 (필리스)      | 디키 톤 (애스트로스)              | 안드레 도슨 (엑스포스)            | 호세 크루스 (애스트로스)          | 데일 머피 (브레이브스)           |        | 테리 케네디 (파드리스)             | 페르난도 발레수엘라 (다저스)   |                             |                               |
| 1984 | 키스 에르난데스 (메츠)                | 라인 샌드버그 (컵스)         | 마이크 슈미트 (필리스)      | 게리 템플레톤 (파드리스)          | 호세 크루스 (애스트로스)          | 토니 그윈 (파드리스)              | 데일 머피 (브레이브스)           |        | 게리 카터 (엑스포스)               | 릭 로든 (파이리츠)             |                             |                               |
| 1985 | 잭 클락 (카디널스)                    | 라인 샌드버그 (컵스)         | 팀 왈라치 (엑스포스)        | 허비 브룩스 (엑스포스)            | 윌리 맥기 (카디널스)              | 데일 머피 (브레이브스)            | 데이브 파커 (레즈)               |        | 게리 카터 (메츠)                   | 릭 로든 (파이리츠)             |                             |                               |
| 1986 | 글렌 데이비스 (애스트로스)            | 스티브 삭스 (다저스)         | 마이크 슈미트 (필리스)      | 허비 브룩스 (엑스포스)            | 팀 레인스 (엑스포스)              | 토니 그윈 (파드리스)              | 데이브 파커 (레즈)               |        | 게리 카터 (메츠)                   | 릭 로든 (파이리츠)             |                             |                               |
| 1987 | 잭 클락 (카디널스)                    | 후안 사무엘 (필리스)         | 팀 왈라치 (엑스포스)        | 아지 스미스 (카디널스)            | 안드레 도슨 (컵스)                | 에릭 데이비스 (레즈)              | 토니 그윈 (파드리스)             |        | 베니토 산티아고 (파드리스)         | 밥 포쉬 (카디널스)             |                             |                               |
| 1988 | 안드레스 갈라라가 (엑스포스)          | 라인 샌드버그 (컵스)         | 바비 보니야 (파이리츠)      | 배리 라킨 (레즈)                  | 앤디 반 슬라이크 (파이리츠)       | 커크 깁슨 (다저스)                | 대릴 스트로베리 (메츠)           |        | 베니토 산티아고 (파드리스)         | 팀 리어리 (다저스)             |                             |                               |
| 1989 | 윌 클락 (자이언츠)                    | 라인 샌드버그 (컵스)         | 하워드 존슨 (메츠)          | 배리 라킨 (레즈)                  | 케빈 미첼 (자이언츠)              | 에릭 데이비스 (레즈)              | 토니 그윈 (파드리스)             |        | 크레이그 비지오 (애스트로스)       | 돈 로빈슨 (자이언츠)           |                             |                               |
| 1990 | 에디 머레이 (다저스)                  | 라인 샌드버그 (컵스)         | 맷 윌리엄스 (자이언츠)      | 배리 라킨 (레즈)                  | 바비 보니야 (파이리츠)            | 배리 본즈 (파이리츠)              | 대릴 스트로베리 (메츠)           |        | 베니토 산티아고 (파드리스)         | 돈 로빈슨 (자이언츠)           |                             |                               |
| 1991 | 토니 클락 (자이언츠)                  | 라인 샌드버그 (컵스)         | 하워드 존슨 (메츠)          | 배리 라킨 (레즈)                  | 바비 보니야 (파이리츠)            | 배리 본즈 (파이리츠)              | 론 갠트 (브레이브스)             |        | 베니토 산티아고 (파드리스)         | 톰 글래빈 (브레이브스)         |                             |                               |
| 1992 | 프레드 맥그리프 (파드리스)            | 라인 샌드버그 (컵스)         | 게리 셰필드 (파드리스)      | 배리 라킨 (레즈)                  | 배리 본즈 (파이리츠)              | 앤디 반 슬라이크 (파이리츠)       | 래리 워커 (엑스포스)             |        | 대릴 달튼 (필리스)                 | 드와이트 구든 (메츠)           |                             |                               |
| 1993 | 프레드 맥그리프 (파드리스/브레이브스) | 로비 톰슨 (자이언츠)         | 맷 윌리엄스 (자이언츠)      | 제이 벨 (파이리츠)                | 배리 본즈 (자이언츠)              | 데이비드 저스티스 (브레이브스)    | 레니 다익스트라 (필리스)         |        | 마이크 피아자 (다저스)             | 오렐 허샤이저 (다저스)         |                             |                               |
| 1994 | 제프 배그웰 (애스트로스)              | 크레이그 비지오 (애스트로스) | 맷 윌리엄스 (자이언츠)      | 윌 코데로 (엑스포스)              | 배리 본즈 (자이언츠)              | 토니 그윈 (파드리스)              | 모이세스 알루 (엑스포스)         |        | 마이크 피아자 (다저스)             | 마크 포르투갈 (자이언츠)       |                             |                               |
| 1995 | 에릭 캐로스 (다저스)                  | 크레이그 비지오 (애스트로스) | 비니 카스티야 (로키스)      | 배리 라킨 (레즈)                  | 새미 소사 (컵스)                  | 토니 그윈 (파드리스)              | 단테 비셋 (로키스)               |        | 마이크 피아자 (다저스)             | 톰 글래빈 (브레이브스)         |                             |                               |
| 1996 | 안드레스 갈라라가 (로키스)            | 에릭 영 (로키스)             | 켄 캐미니티 (파드리스)      | 배리 라킨 (레즈)                  | 배리 본즈 (자이언츠)              | 게리 셰필드 (말린스)              | 엘리스 벅스 (로키스)             |        | 마이크 피아자 (다저스)             | 톰 글래빈 (브레이브스)         |                             |                               |
| 1997 | 제프 배그웰 (애스트로스)              | 크레이그 비지오 (애스트로스) | 비니 카스티야 (로키스)      | 제프 블라우저 (브레이브스)        | 배리 본즈 (자이언츠)              | 래리 워커 (로키스)                | 토니 그윈 (파드리스)             |        | 마이크 피아자 (다저스)             | 존 스몰츠 (브레이브스)         |                             |                               |
| 1998 | 마크 맥과이어 (카디널스)              | 크레이그 비지오 (애스트로스) | 비니 카스티야 (로키스)      | 배리 라킨 (레즈)                  | 그렉 본 (파드리스)                | 새미 소사 (컵스)                  | 모이세스 알루 (애스트로스)       |        | 마이크 피아자 (다저스/말린스/메츠) | 톰 글래빈 (브레이브스)         |                             |                               |
| 1999 | 제프 배그웰 (애스트로스)              | 에드가도 알폰소 (메츠)       | 치퍼 존스 (브레이브스)      | 배리 라킨 (레즈)                  | 블라디미르 게레로 (엑스포스)      | 래리 워커 (로키스)                | 새미 소사 (컵스)                 |        | 마이크 피아자 (메츠)               | 마이크 햄튼 (애스트로스)       |                             |                               |
| 2000 | 토드 헬튼 (로키스)                    | 제프 켄트 (자이언츠)         | 치퍼 존스 (브레이브스)      | 에드가 렌테리아 (카디널스)        | 블라디미르 게레로 (엑스포스)      | 배리 본즈 (자이언츠)              | 새미 소사 (컵스)                 |        | 마이크 피아자 (메츠)               | 마이크 햄튼 (메츠)             |                             |                               |
| 2001 | 토드 헬튼 (로키스)                    | 제프 켄트 (자이언츠)         | 앨버트 푸홀스 (카디널스)    | 리치 오릴리아 (자이언츠)          | 배리 본즈 (자이언츠)              | 루이스 곤살레스 (다이아몬드백스)  | 새미 소사 (컵스)                 |        | 마이크 피아자 (메츠)               | 마이크 햄튼 (로키스)           |                             |                               |
| 2002 | 토드 헬튼 (로키스)                    | 제프 켄트 (자이언츠)         | 스캇 롤렌 (필리스/카디널스) | 에드가 렌테리아 (카디널스)        | 블라디미르 게레로 (엑스포스)      | 배리 본즈 (자이언츠)              | 새미 소사 (컵스)                 |        | 마이크 피아자 (메츠)               | 마이크 햄튼 (로키스)           |                             |                               |
| 2003 | 토드 헬튼 (로키스)                    | 호세 비드로 (엑스포스)       | 마이크 로웰 (말린스)        | 에드가 렌테리아 (카디널스)        | 배리 본즈 (자이언츠)              | 게리 셰필드 (브레이브스)          | 앨버트 푸홀스 (카디널스)         |        | 하비 로페즈 (브레이브스)           | 마이크 햄튼 (브레이브스)       |                             |                               |
| 2004 | 앨버트 푸홀스 (카디널스)              | 마크 로레타 (파드리스)       | 애드리안 벨트레 (다저스)    | 잭 윌슨 (파이리츠)                | 배리 본즈 (자이언츠)              | 보비 아브레우 (필리스)            | 짐 에드몬즈 (카디널스)           |        | 조니 에스트라다 (브레이브스)       | 리반 에르난데스 (엑스포스)     |                             |                               |
| 2005 | 데릭 리 (컵스)                        | 제프 켄트 (다저스)           | 모건 앤스버그 (애스트로스)  | 펠리페 로페즈 (레즈)              | 카를로스 리 (브루어스)            | 미겔 카브레라 (말린스)            | 앤드루 존스 (브레이브스스)       |        | 마이클 바렛 (컵스)                 | 제이슨 마퀴스 (카디널스)       |                             |                               |
| 2006 | 라이언 하워드 (필리스)                | 체이스 어틀리 (필리스)       | 미겔 카브레라 (말린스)      | 호세 레예스 (메츠)                | 알폰소 소리아노 (내셔널스)        | 맷 홀리데이 (로키스)              | 카를로스 벨트란 (메츠)           |        | 브라이언 맥캔 (브레이브스)         | 카를로스 잠브라노 (컵스)       |                             |                               |
| 2007 | 프린스 필더 (브루어스)                | 체이스 어틀리 (필리스)       | 데이비드 라이트 (메츠)      | 지미 롤린스 (필리스)              | 카를로스 리 (애스트로스)          | 맷 홀리데이 (로키스)              | 카를로스 벨트란 (메츠)           |        | 러셀 마틴 (다저스)                 | 마이카 오윙스 (다이아몬드백스) |                             |                               |
| 2008 | 앨버트 푸홀스 (카디널스)              | 체이스 어틀리 (필리스)       | 데이비드 라이트 (메츠)      | 핸리 라미레스 (말린스)            | 라이언 루드윅 (카디널스)          | 맷 홀리데이 (로키스)              | 라이언 브론 (브루어스)           |        | 브라이언 맥캔 (브레이브스)         | 카를로스 잠브라노 (컵스)       |                             |                               |
| 2009 | 앨버트 푸홀스 (카디널스)              | 체이스 어틀리 (필리스)       | 라이언 짐머맨 (내셔널스)    | 핸리 라미레스 (말린스)            | 안드레 이디어 (다저스)            | 맷 켐프 (다저스)                  | 라이언 브론 (브루어스)           |        | 브라이언 맥캔 (브레이브스)         | 카를로스 잠브라노 (컵스)       |                             |                               |
| 2010 | 앨버트 푸홀스 (카디널스)              | 댄 어글라 (말린스)           | 라이언 짐머맨 (내셔널스)    | 트로이 툴로위츠키 (로키스)        | 카를로스 곤살레스 (로키스)        | 맷 홀리데이 (카디널스)            | 라이언 브론 (브루어스)           |        | 브라이언 맥캔 (브레이브스)         | 요바니 가야르도 (브루어스)     |                             |                               |
| 2011 | 프린스 필더 (브루어스)                | 브랜든 필립스 (레즈)         | 아라미스 라미레즈 (컵스)    | 트로이 툴로위츠키 (로키스)        | 저스틴 업튼 (다이아몬드백스)      | 맷 켐프 (다저스)                  | 라이언 브론 (브루어스)           |        | 브라이언 맥캔 (브레이브스)         | 다니엘 허드슨 (다이아몬드백스) |                             |                               |
| 2012 | 애덤 라로쉬 (내셔널스)                | 에런 힐 (다이아몬드백스)     | 체이스 헤들리 (파드리스)    | 이안 데스몬드 (내셔널스)          | 제이 브루스 (레즈)                | 라이언 브론 (브루어스)            | 앤드루 매커친 (파이리츠)         |        | 버스터 포지 (자이언츠)             | 스티븐 스트라스버그 (내셔널스) |                             |                               |
| 2013 | 폴 골드슈미트 (다이아몬드백스)        | 맷 카펜터 (카디널스)         | 페드로 알바레스 (파이리츠)  | 이안 데스몬드 (내셔널스)          | 제이 브루스 (레즈)                | 마이클 커다이어 (로키스)          | 앤드루 매커친 (파이리츠)         |        | 야디에르 몰리나 (카디널스)         | 잭 그레인키 (다저스)           |                             |                               |
| 2014 | 아드리안 곤살레스 (다저스)            | 닐 워커 (파이리츠)           | 앤서니 렌돈 (내셔널스)      | 이안 데스몬드 (내셔널스)          | 저스틴 업튼 (브레이브스)          | 지안카를로 스탠튼 (말린스)        | 앤드루 매커친 (파이리츠)         |        | 버스터 포지 (자이언츠)             | 매디슨 범가너 (자이언츠)       |                             |                               |
| 2015 | 폴 골드슈미트 (다이아몬드백스)        | 디 고든 (말린스)             | 놀런 아레나도 (로키스)      | 브랜던 크로퍼드 (자이언츠)        | 브라이스 하퍼 (내셔널스)          | 카를로스 곤살레스 (로키스)        | 앤드루 매커친 (파이리츠)         |        | 버스터 포지 (자이언츠)             | 매디슨 범가너 (자이언츠)       |                             |                               |
| 2016 | 앤서니 리조 (컵스)                    | 다니엘 머피 (내셔널스)       | 놀런 아레나도 (로키스)      | 코리 시거 (다저스)                | 크리스천 옐리치 (말린스)          | 요에니스 세스페데스 (메츠)        | 찰리 블랙몬 (로키스)             |        | 윌손 라모스 (내셔널스)             | 제이크 아리에타 (컵스)         |                             |                               |
| 2017 | 폴 골드슈미트 (다이아몬드백스)        | 다니엘 머피 (내셔널스)       | 놀런 아레나도 (로키스)      | 코리 시거 (다저스)                | 마르셀 오즈나 (말린스)            | 지안카를로 스탠튼 (말린스)        | 찰리 블랙몬 (로키스)             |        | 버스터 포지 (자이언츠)             | 애덤 웨인라이트 (카디널스)     |                             |                               |
| 2018 | 폴 골드슈미트 (다이아몬드백스)        | 하비에르 바에스 (컵스)       | 놀런 아레나도 (로키스)      | 트레버 스토리 (로키스)            | 크리스천 옐리치 (브루어스)        | 닉 마카키스 (브레이브스)          | 데이비드 페랄타 (다이아몬드백스) |        | J.T. 리얼무토 (말린스)             | 헤르만 마르케즈 (로키스)       |                             |                               |
| 2019 | 프레디 프리먼 (브레이브스)            | 오지 알비스 (브레이브스)     | 놀런 아레나도 (로키스)      | 트레버 스토리 (로키스)            | 로날드 아쿠나 주니어 (브레이브스) | 크리스천 옐리치 (브루어스)        | 코디 벨린저 (다저스)             |        | J.T. 리얼무토 (필리스)             | 잭 그레인키 (다이아몬드백스)   |                             |                               |
| 2020 | 프레디 프리먼 (브레이브스)            | 도노반 솔라노 (자이언츠)     | 매니 마차도 (파드리스)      | 페르난도 타티스 주니어 (파드리스) | 로날드 아쿠나 주니어 (브레이브스) | 후안 소토 (내셔널스)              | 무키 베츠 (다저스)               |        | 트래비스 다노 (브레이브스)         |                                | 마르셀 오즈나 (브레이브스)  |                               |
| 2021 | 프레디 프리먼 (브레이브스)            | 오지 알비스 (브레이브스)     | 오스틴 라일리 (브레이브스)  | 페르난도 타티스 주니어 (파드리스) | 브라이스 하퍼 (필리스)            | 니콜라스 카스테야노스 (레즈)      | 후안 소토 (내셔널스)             |        | 버스터 포지 (자이언츠)             | 맥스 프리드 (브레이브스)       |                             |                               |
| 2022 | 폴 골드슈미트 (카디널스)              | 제프 맥닐 (메츠)             | 놀런 아레나도 (카디널스)    | 트레이 터너 (다저스)              | 후안 소토 (내셔널스/파드리스)     | 카일 슈와버 (필리스)              | 무키 베츠 (다저스)               |        | J.T. 리얼무토 (필리스)             |                                | 조쉬 벨 (내셔널스/파드리스) | 브랜든 드루리 (레즈/파드리스) |
| 2023 | 맷 올슨 (브레이브스)                  | 루이스 아라에즈 (말린스)     | 오스틴 라일리 (브레이브스)  | 프란시스코 린도어 (메츠)          | 무키 베츠 (다저스)                | 로날드 아쿠나 주니어 (브레이브스) | 후안 소토 (파드리스)             |        | 윌리엄 콘트레라스 (브루어스)       |                                | 브라이스 하퍼 (필리스)      | 코디 벨린저 (컵스)            |

- 2020년 시즌에 한시적으로 지명타자 도입, 이후 2022년 시즌부터 지명타자 정식 도입
- 2022년 시즌부터 유틸리티 플레이어 부문 신설

## 같이 보기
- 골든 글러브상